# Zimna Woda (Poznań)
Zimna Woda – małe jezioro polodowcowe o powierzchni 0,2 km², położone w północnej części Poznania, w masywie Góry Moraskiej, na terenie Moraska. 
Akwen położony w południowej części Rezerwatu Meteoryt Morasko. Jest źródliskowym obszarem Różanego Potoku. Umiejscowiony w środku starego kompleksu leśnego, mocno zarośnięty przez roślinność bagienną. Zasilany wodą źródlaną. Brzegi porastają zwarte dywany mchów. Obszar brzegowy jest miejscami silnie wydeptany przez ludzi. W wodach występują wyłącznie karaś pospolity i lin (1996).
W sąsiedztwie Zimnej Wody prowadzi ścieżka dydaktyczna po rezerwacie Meteoryt Morasko oraz  żółty szlak turystyczny.